# Mares temporaires du terrain militaire de Frasselli/Bonifacio
Mares temporaires du terrain militaire de Frasselli/Bonifacio este o arie protejată (sit de importanță comunitară — SCI) din Franța întinsă pe o suprafață de 116 ha, integral pe uscat.

## Localizare
Centrul sitului Mares temporaires du terrain militaire de Frasselli/Bonifacio este situat la coordonatele 41°27′N 9°09′E / 41.45°N 9.15°E.

## Înființare
Situl Mares temporaires du terrain militaire de Frasselli/Bonifacio a fost declarat arie specială de conservare în baza directivei 92/43 din 1992 referitoare la conservarea habitatelor naturale și a faunei și florei sălbatice pentru a proteja 1 specie de animale.

## Biodiversitate
Situată în ecoregiunea mediteraneană, aria protejată conține 5 habitate naturale: Iazuri temporare mediteraneene, Ape stătătoare oligotrofe până la mezotrofe, cu vegetație de Littorelletea uniflorae și/sau de Isoëto-Nanojuncetea, Ape oligotrofe în general din solurile nisipoase vest-mediteraneene, cu un conținut foarte redus de minerale, cu Isoetes spp., Pajiști umede mediteraneene cu ierburi înalte de Molinio-Holoschoenion, Păduri de Quercus suber.
La baza desemnării sitului se află o specie protejată de  amfibieni: Discoglossus sardus
Pe lângă speciile protejate, pe teritoriul sitului au mai fost identificate 14 specii de plante, 5 specii de mamifere.